# Eolionimia
Eolionimia es el nombre que reciben los vientos. Cuando algún evento se produce de forma habitual en una zona, es normal que en el lugar se le ponga un nombre propio. El caso de los vientos no es una excepción. La siguiente lista abarca una serie de vientos regionales y fenómenos de viento locales, incluyendo vientos estacionales.

## A-B
- Ábrego o L'abregu. Viento templado y húmedo del sudoeste, que trae lluvias. Es un viento típicamente español, que sopla sobre todo en la Meseta y Andalucía. Es el viento de los temporales de otoño y primavera que son la base de la agricultura de secano, pues son su principal recurso hídrico. Procede del Océano Atlántico, de la zona entre las Islas Canarias y las Azores.
- Los vientos alisios son vientos fijos que soplan de la zona tórrida, con inclinación al nordeste o al sudeste, según el hemisferio en que reinan. En el Hemisferio Norte adoptan la dirección noreste, cruzando el centro de África y el Caribe. Soplan de manera relativamente constante en verano y menos en invierno. Circulan entre los trópicos, desde los 30-35º de latitud hacia el ecuador. Se dirigen desde las altas presiones subtropicales hacia las bajas presiones ecuatoriales. Localizado popularmente en la zona de la Macaronesia, en las Azores, Madeira y Canarias. Es reconocido por su importancia en verano, ya que ayuda a bajar las temperaturas. Su desplazamiento llega a la zona de convergencia intertropical en las latitudes próximas al ecuador (Venezuela, Colombia, zona del mar Caribe, Antillas, América Central, Sudeste asiático y otras áreas).
- Amihan. Viento de dirección noreste que cruza las Filipinas.
- Bayamo. Turbonada en la costa meridional de Cuba.
- Bise. Viento frío que sopla del norte o del nordeste en el centro de Europa.
- Bora. Viento de dirección noreste que sopla desde el Este de Europa hasta el noreste de Italia.

## C-E
- Calima. Viento cargado de polvo de dirección sur a sureste que sopla en la capa de aire sahariano que cruza las Islas Canarias, en España.
- Cape Doctor. Viento seco de dirección sureste que sopla en la costa sudafricana en el verano.
- Cierzo. Viento septentrional más o menos inclinado a levante o a poniente, según la situación geográfica de la región en que sopla. En España es un viento fuerte, fresco y seco que se origina en el valle del Ebro, debido a la diferencia de presión entre el mar Cantábrico y el mar Mediterráneo, cuando se forma una borrasca en este último y un anticiclón en el anterior.
- Chamsin. De componente sureste desde el norte de África al Mediterráneo oriental.
- Chinook. Viento cálido seco de dirección oeste frente a las Montañas Rocosas, en Estados Unidos. Está originado por el efecto Föhn.
- Cudo. Viento con dirección norte-sur que se origina en la provincia de Formosa, Argentina, con dirección a las Islas Malvinas. Su aporte se aprovecha en la pesca de la zona costera de Buenos Aires.
- Depresivo. De componente nordeste en la desembocadura del Guadalquivir y litoral atlántico andaluz, en España. Viento canalizado por la Depresión Bética, muy cálido en verano y frío en invierno, cuando suele alcanzar también rachas fuertes o muy fuertes.
- Diablo. Viento cálido, seco, de dirección noreste, que sopla frente a la costa de la bahía de San Francisco (California, Estados Unidos).
- Elefanta. Viento fuerte del sur o del sureste que sopla en la costa Malabar de la India.
- Los vientos etesios del Mediterráneo (llamados Meltemi μελτέμι en griego y Meltem en turco) soplan desde el norte y cruzan Grecia, Turquía y el mar Egeo.

## F-H
- Foehn. Viento seco templado de dirección sur frente al lado septentrional de los Alpes y el Norte de Italia. El nombre hizo surgir el del fén-fēng (焚風, "viento ardiente") de Taiwán.
- Fremantle Doctor. Brisa vespertina del océano Índico que refresca Perth, Australia, durante el verano.
- Galerna. Viento súbito y borrascoso que, en la costa septentrional de España, suele soplar entre el oeste y el noroeste. Suele azotar el mar Cantábrico y sus costas en la primavera y el otoño. Se engloba dentro de los denominados Perturbaciones Atrapadas en la Costa.
- Gilavar. Viento sur en la península de Absherón de la República de Azerbaiyán.
- Gregal. Viento que viene de entre levante y tramontana, según la división de la rosa náutica que se usa en el Mediterráneo. En las Islas Baleares proviene del noreste, y es frío y seco por originarse en el continente europeo. En Grecia procede del noreste, donde es llamado Gregale.
- Habagat. Viento del suroeste que cruza las Filipinas.
- Halny. Viento del norte de los Montes Cárpatos, en el Este de Europa.
- Harmattan. Viento seco del norte que cruza el centro de África.
- Helm. Viento del noreste que cruza la región de Cumbria, en Inglaterra.

## I-L
- Jaloque. Viento del sudeste del mar Mediterráneo.
- Jazri. Viento norte que sopla en la península de Absherón en la República de Azerbaiyán.
- Karaburan ("tormenta negra"). Viento catabático de primavera y verano de Asia central.[1]
- Kona. Viento sureste de Hawái, que reemplaza a los vientos alisios, trayendo alta humedad y a menudo lluvia.[2]
- Košava. Viento del sureste fuerte y frío, estacional, de Serbia.
- Kóshkil. Viento de alta predominancia en la Patagonia Central con características del efecto Foehn, que circula desde la Cordillera de los Andes hacía el Océano Atlántico y que alcanza valores altos de velocidad con una media de 9,6 m/s y puede superar los 130 km/h. Su denominación es de origen teushekenk, grupo tehuelche que habitó la región hasta el año 1948, cuando falleció su último descendiente. El Kóshkil determina que la región tenga un clima seco, temperatura superior a la media para esa latitud y un alto potencial para granjas eólicas.
- Lebeche. Viento sudoeste del litoral del mar Mediterráneo. En el sur del Mediterráneo se produce por el desplazamiento de borrascas de oeste a este. Este desplazamiento provoca el movimiento de masas de aire tropical, cálidas, secas y polvorientas desde el Sáhara (calima) hasta el sureste de España. Cuando sopla hacia Italia, es de componente sudoeste y se llama libeccio.
- Levante. Viento procedente del este, incluido entre los rumbos ENE y ESE. El viento de Levante sopla en dirección este a través del estrecho de Gibraltar.
- Lodos. Viento sudoeste que sopla hacia Turquía. Fuertes fenómenos de "Lodos" aparecen 6 a 7 veces al año y traen vientos de 35 nudos al mar de Mármara. Los vientos son canalizados en dirección sureste desde el Mediterráneo y a través del estrecho de los Dardanelos.
- Loo. Viento caliente y seco que sopla desde el oeste por las llanuras de la India y Pakistán.

## M-N
- Marin. Viento del sureste que sopla desde el mar Mediterráneo hacia Francia.
- Mediodía u Ostro. Viento del sur del mar Mediterráneo.
- Minuano. Viento del sur de Brasil.
- Mistral. Viento que sopla entre poniente y tramontana. Es frío, provocado por una depresión en el golfo de Génova que atrae aire frío del norte. Sopla desde el norte y el centro de Francia y los Alpes hacia el Mediterráneo. En España es habitual en el golfo de León. Puede ser especialmente intenso en el valle del Ródano. En general, es un viento del noroeste. En el mar Adriático se le llama maestro y procede del norte.
- Monzón. Viento principalmente del suroeste combinado con intensas lluvias en varias áreas cerca del ecuador. Es un viento periódico que sopla en ciertos mares, particularmente en el océano Índico, unos meses en una dirección y otros en la opuesta.
- Viento Norte. Viento procedente del norte.
  - En Argentina es una prolongación estival frecuente de los alisios del NE y el anticiclón del Atlántico sur. Es un viento siempre suave, cargado de nubecillas de buen tiempo -cumulus humilis o castellanus-, que con el pasar de los días satura y ofusca el cielo con humedad y calor excesivo, mientras baja el barómetro, hasta que un refrescante pampero barre con todo ello y el ciclo vuelve a empezar. Ocasionalmente, si este pampero se ausenta, se produce un golpe de calor, que en una megalópolis como Buenos Aires puede llegar a tener efectos incluso mortales.
  - Norte. Un fuerte viento con dirección norte o noreste que sopla a lo largo de la costa mexicana del Golfo de México, durante el invierno. Es el resultado de una masa de aire frío que se desplaza por Texas, en Estados Unidos.
- Nortenado. Viento de Chile proveniente del norte que trae lluvias.
- Nor'easter. Tormenta fuerte con vientos desde el noreste en el este de Estados Unidos, especialmente en Nueva Inglaterra.
- Nor'wester. Viento que trae lluvia a la costa oeste y vientos secos templados en la costa este de la Isla del Sur de Nueva Zelanda, causado por los vientos preponderantes de humedad que son elevados sobre los Alpes del Sur.

## O-R
- Ostro. Viento del sur del mar Mediterráneo.
- Pampero. Viento impetuoso que se origina en la Antártida y cruza de sur a norte toda la región pampeana, en el centro de Argentina, de la cual recibe su nombre, y que se puede sentir hasta el estado de Río Grande del Sur, al sur de Brasil.
- Papagayo. Viento periódico de dirección este-oeste que sopla de noviembre a abril sobre Nicaragua y Costa Rica y sobre el golfo de Papagayo.
- Passat. Palabra alemana para los vientos alisios, vientos que soplan de manera constante, de medianos a fuertes, en las zonas tropicales.
- Plough Wind. Término usado en Canadá para los vientos de línea recta que preceden a tormentas.[3]
- Poniente. Nombre que recibe el viento del oeste en diversas partes del mundo. A veces incluye también a los vientos que soplan desde el ONO y OSO.
- Puelche. Viento de Chile que sopla desde la cordillera de los Andes hacia el poniente. Es cálido y sopla hasta los valles de la zona central y sur de Chile. Es un ejemplo de viento catabático.[4]
- Rashabar (o Rashaba) ("viento negro"). Viento fuerte en la región de Kurdistán de Irak, particularmente en Suleimaniya.[5]

## S
- Vientos de Santa Ana o vientos de Santana. Vientos extremadamente secos que aparecen de manera característica en la climatología del Sur de California y Norte de Baja California, en Estados Unidos, durante el otoño y a principios de invierno.
- Shamal (término kurdo). Viento del noroeste que sopla típicamente en verano sobre Irak y los estados del Golfo Pérsico.
- Simún. Viento abrasador que suele soplar en los desiertos de África y de Arabia. Fuerte, seco y caluroso, sopla principalmente sobre el Sáhara, Israel, Jordania, Siria y el desierto de Arabia.

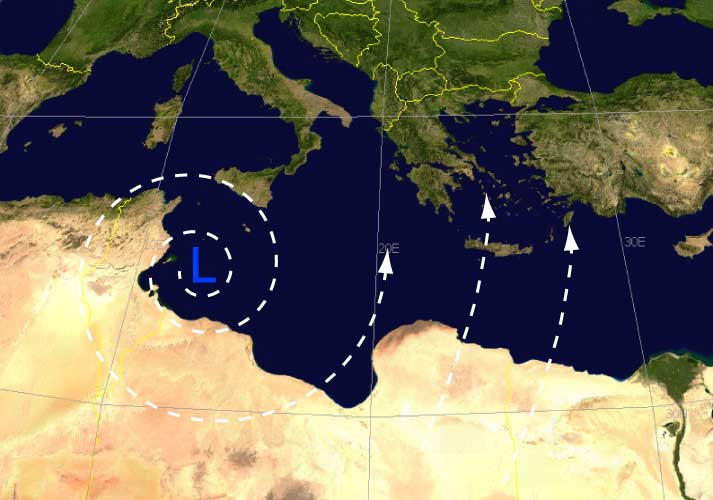
Origen del Siroco

- Siroco. Viento sursudeste que sopla desde el norte de África hacia el sur de Europa. Es caliente, seco y cargado de polvo. Se produce en Argelia y Levante. La masa de aire tiene las características de ser continental tropical y es desplazado hacia el mar Mediterráneo por las depresiones movidas hacia el este. Suele soplar en primavera y otoño.
- Southerly. Célula de baja presión que llega rápidamente y enfría dramáticamente Sídney, en Australia, durante el verano.
- Sou'wester. Viento fuerte que sopla desde el suroeste, trayendo aire cálido y húmedo del Caribe a las islas británicas. El nombre también se refiere a un tipo de sombrero impermeable diseñado para proteger y repeler el viento y la lluvia.
- Squamish. Viento fuerte y violento que sopla sobre los fiordos de la Columbia Británica, en Canadá.
- Sudestada. Fenómeno meteorológico común a una extensa región del Río de la Plata (Argentina y Uruguay). Consiste en una rápida rotación de vientos fríos del sur al cuadrante del sudeste, que satura las masas de aire polar con humedad oceánica.
- Suête. Viento de proyección que sopla a lo largo de la costa oeste de la Isla del Cabo Bretón (Nueva Escocia), en Canadá, cuando el viento es perpendicular al eje de las montañas. Puede alcanzar los 200 km/h y causar estragos importantes.[6][7]
- Sundowner. Viento fuerte, proveniente del océano, frente a la costa de California, en Estados Unidos.

## T-Z
- Tehuano. Viento periódico que sopla sobre el istmo de Tehuantepec y el golfo del mismo nombre, en el sur de México.
- Terral. Nombre que reciben los vientos que provienen de tierra firme. En España, es un viento del norte que sopla en Málaga y que suele ser seco y cálido en verano o frío en invierno. En verano se confunde con el viento Poniente por ser también seco y cálido.
- Tramontana. Viento frío del noroeste que sopla de los Pirineos o desde los Alpes hacia el mar Mediterráneo, semejante al Mistral. En España, es típico de la zona norte de Gerona en la comarca del Alto Ampurdán y también en las islas Baleares.
- Vendaval. Viento fuerte que sopla del sur, con tendencia al oeste. En España, sopla desde el oeste a través del estrecho de Gibraltar.
- Williwaw. Repentina ráfaga de viento que desciende de una costa montañosa hacia el mar. Es el nombre local de un viento catabático que sopla desde las costas de Alaska hasta Tierra del Fuego, en el extremo sur de Sudamérica.
- Viento Wreckhouse. Viento que sopla a lo largo de la costa sudoeste de la Isla de Terranova, en Canadá, cuando el viento es perpendicular al eje de los montes Long Range. Puede causar estragos importantes y es reconocido por haber hecho descarrilar vagones de trenes.[8]
- Zonda. Viento de Argentina, fuerte, cálido, de extrema sequedad, proveniente de la precordillera cuyana, que afecta desfavorablemente a los seres vivos, produciendo cierta inquietud y excitación. Sopla en la ladera oriental de los Andes. Es un viento tipo foehn que causa el mismo efecto. Destaca en las provincias de Mendoza, San Juan, Catamarca, Salta y La Rioja, y ocasionalmente también en San Luis, donde es llamado simplemente "viento Norte". El Zonda proviene de los vientos del oeste del hemisferio sur, desde el Océano Pacífico, que se calienta por el descenso rápido desde las crestas de los Andes a más de 6 km sobre el nivel del mar. Puede superar los 120 km/h.